# Torneio Interzonal de 1948
O Torneio Interzonal de 1948 foi um torneio de xadrez com o objetivo de selecionar os jogadores qualificados a participar do Torneio de xadrez de Budapeste de 1950, que foi o Torneio de Candidatos do ciclo 1949-1951 para escolha do desafiante ao título no Campeonato Mundial de Xadrez de 1951. A competição foi realizada em Saltsjöbaden de 15 de julho a 15 de agosto e teve como vencedor David Bronstein, que viria a ser o desafiante ao título.

## Tabela de resultados
Os nomes em fundo verde claro indicam os jogadores que participaram do torneio de Candidatos do ano seguinte:
|    |                                      | 1 | 2 | 3 | 4 | 5 | 6 | 7 | 8 | 9 | 10 | 11 | 12 | 13 | 14 | 15 | 16 | 17 | 18 | 19 | 20 | Total | Tie break |
| -- | ------------------------------------ | - | - | - | - | - | - | - | - | - | -- | -- | -- | -- | -- | -- | -- | -- | -- | -- | -- | ----- | --------- |
| 1  | David Bronstein (União Soviética)    | x | 1 | ½ | 1 | ½ | ½ | ½ | ½ | ½ | ½  | 1  | ½  | ½  | 1  | ½  | 1  | ½  | 1  | 1  | 1  | 13½   |           |
| 2  | László Szabó (Hungria)               | 0 | x | ½ | ½ | 1 | ½ | 1 | ½ | ½ | 1  | ½  | 1  | 1  | 1  | ½  | 1  | ½  | ½  | 1  | 0  | 12½   |           |
| 3  | Isaac Boleslavsky (União Soviética)  | ½ | ½ | x | ½ | ½ | ½ | 0 | 1 | ½ | 1  | ½  | ½  | 1  | ½  | ½  | ½  | 1  | 1  | 1  | ½  | 12    |           |
| 4  | Alexander Kotov (União Soviética)    | 0 | ½ | ½ | x | ½ | ½ | ½ | ½ | ½ | ½  | 1  | ½  | ½  | ½  | ½  | 1  | 1  | 1  | 1  | ½  | 11½   |           |
| 5  | Andor Lilienthal (União Soviética)   | ½ | 0 | ½ | ½ | x | 1 | 1 | ½ | ½ | ½  | 0  | ½  | ½  | ½  | 1  | ½  | 1  | ½  | ½  | 1  | 11    |           |
| 6  | Igor Bondarevsky (União Soviética)   | ½ | ½ | ½ | ½ | 0 | x | ½ | ½ | 1 | 0  | ½  | 1  | ½  | 0  | ½  | ½  | 1  | ½  | 1  | 1  | 10½   | 93.75     |
| 7  | Miguel Najdorf (Argentina)           | ½ | 0 | 1 | ½ | 0 | ½ | x | ½ | ½ | 1  | 0  | 1  | ½  | 0  | ½  | 1  | ½  | ½  | 1  | 1  | 10½   | 93.75     |
| 8  | Gideon Ståhlberg (Suécia)            | ½ | ½ | 0 | ½ | ½ | ½ | ½ | x | ½ | 0  | ½  | 1  | 1  | ½  | ½  | ½  | ½  | 1  | ½  | 1  | 10½   | 93.75     |
| 9  | Salo Flohr (União Soviética)         | ½ | ½ | ½ | ½ | ½ | 0 | ½ | ½ | x | ½  | ½  | ½  | ½  | ½  | ½  | ½  | 1  | ½  | 1  | 1  | 10½   | 93.25     |
| 10 | Petar Trifunović (Iugoslávia)        | ½ | 0 | 0 | ½ | ½ | 1 | 0 | 1 | ½ | x  | ½  | ½  | 0  | 1  | ½  | ½  | 1  | ½  | 1  | ½  | 10    |           |
| 11 | Vasja Pirc (Iugoslávia)              | 0 | ½ | ½ | 0 | 1 | ½ | 1 | ½ | ½ | ½  | x  | ½  | ½  | 0  | 1  | 0  | ½  | 1  | ½  | ½  | 9½    | 87.75     |
| 12 | Svetozar Gligorić (Iugoslávia)       | ½ | 0 | ½ | ½ | ½ | 0 | 0 | 0 | ½ | ½  | ½  | x  | 1  | ½  | 1  | 1  | 1  | ½  | 0  | 1  | 9½    | 84.50     |
| 13 | Eero Böök (Finlândia)                | ½ | 0 | 0 | ½ | ½ | ½ | ½ | 0 | ½ | 1  | ½  | 0  | x  | ½  | ½  | ½  | ½  | 1  | 1  | 1  | 9½    | 81.25     |
| 14 | Viacheslav Ragozin (União Soviética) | 0 | 0 | ½ | ½ | ½ | 1 | 1 | ½ | ½ | 0  | 1  | ½  | ½  | x  | 0  | 0  | ½  | 0  | ½  | 1  | 8½    | 78.75     |
| 15 | Daniel Yanofsky (Canadá)             | ½ | ½ | ½ | ½ | 0 | ½ | ½ | ½ | ½ | ½  | 0  | 0  | ½  | 1  | x  | 0  | ½  | ½  | ½  | 1  | 8½    | 78.25     |
| 16 | Savielly Tartakower (França)         | 0 | 0 | ½ | 0 | ½ | ½ | 0 | ½ | ½ | ½  | 1  | 0  | ½  | 1  | 1  | x  | 0  | ½  | ½  | ½  | 8     |           |
| 17 | Ludek Pachman (Tchecoslováquia)      | ½ | ½ | 0 | 0 | 0 | 0 | ½ | ½ | 0 | 0  | ½  | 0  | ½  | ½  | ½  | 1  | x  | 1  | ½  | 1  | 7½    |           |
| 18 | Gösta Stoltz (Suécia)                | 0 | ½ | 0 | 0 | ½ | ½ | ½ | 0 | ½ | ½  | 0  | ½  | 0  | 1  | ½  | ½  | 0  | x  | ½  | ½  | 6½    |           |
| 19 | Lajos Steiner (Austrália)            | 0 | 0 | 0 | 0 | ½ | 0 | 0 | ½ | 0 | 0  | ½  | 1  | 0  | ½  | ½  | ½  | ½  | ½  | x  | ½  | 5½    |           |
| 20 | Erik Lundin (Suécia)                 | 0 | 1 | ½ | ½ | 0 | 0 | 0 | 0 | 0 | ½  | ½  | 0  | 0  | 0  | 0  | ½  | 0  | ½  | ½  | x  | 4½    |           |